# Conty
Conty ist eine französische Gemeinde mit 1709 Einwohnern (Stand 1. Januar 2022) im Département Somme in der Region Hauts-de-France. Sie gehört zum Arrondissement Amiens und zum Kanton Ailly-sur-Noye.
Zu Conty gehören die Ortsteile Wailly (seit 1973) und Luzières.

## Bevölkerungsentwicklung
| Jahr      | 1962 | 1968 | 1975 | 1982 | 1990 | 1999 | 2008 |
| Einwohner | 1463 | 1512 | 1554 | 1434 | 1541 | 1659 | 1708 |

## Sehenswürdigkeiten
- Kirche Saint-Antoine (15./16. Jahrhundert)
- Kirche Saint-Vaast in Wailly (18. Jahrhundert)
- Schloss Wailly
- Schloss Luzières (1770–93)

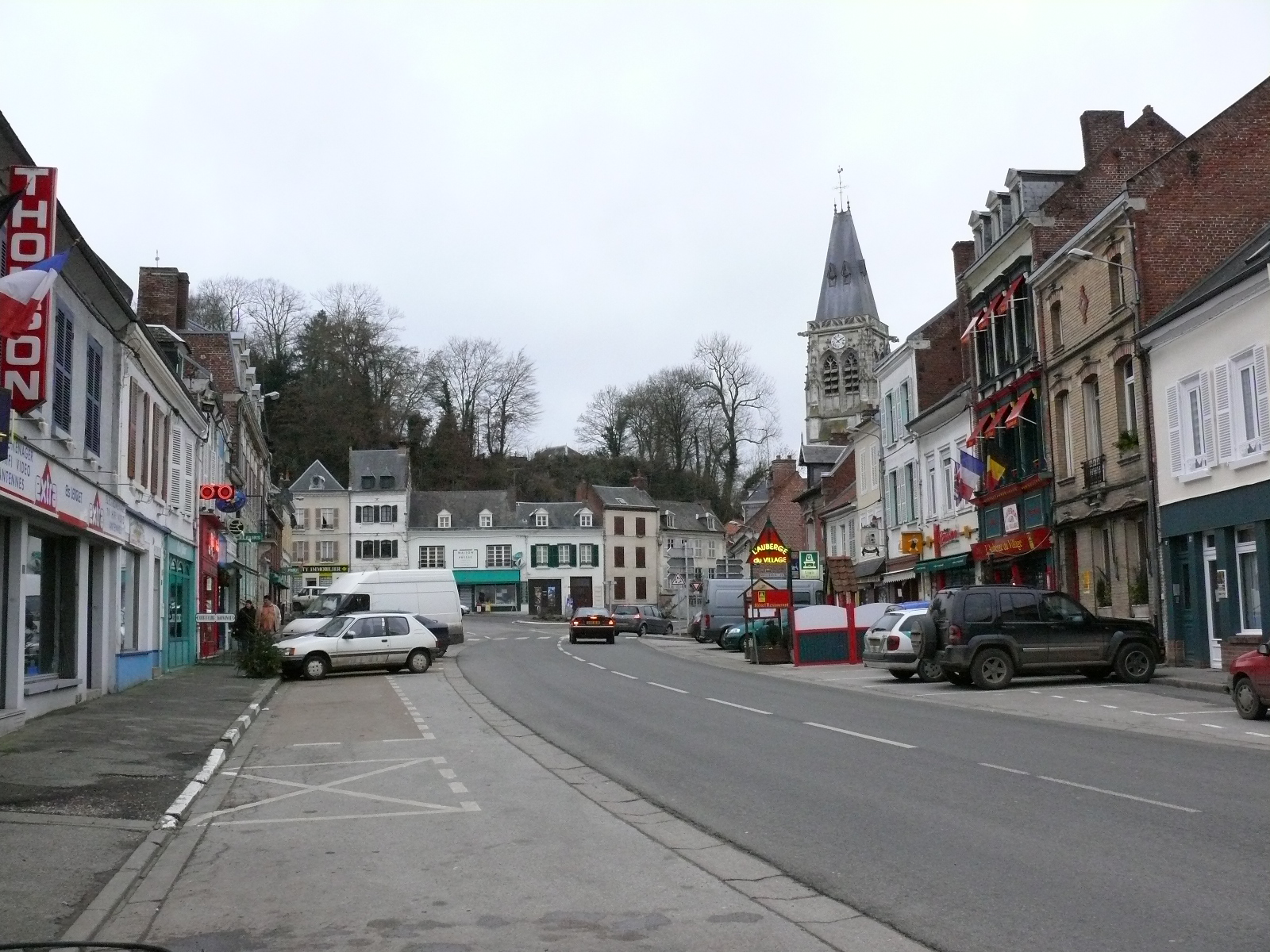
Place centrale, im Hintergrund die Kirche und der Mottenhügel (Standort der einstigen Burg)
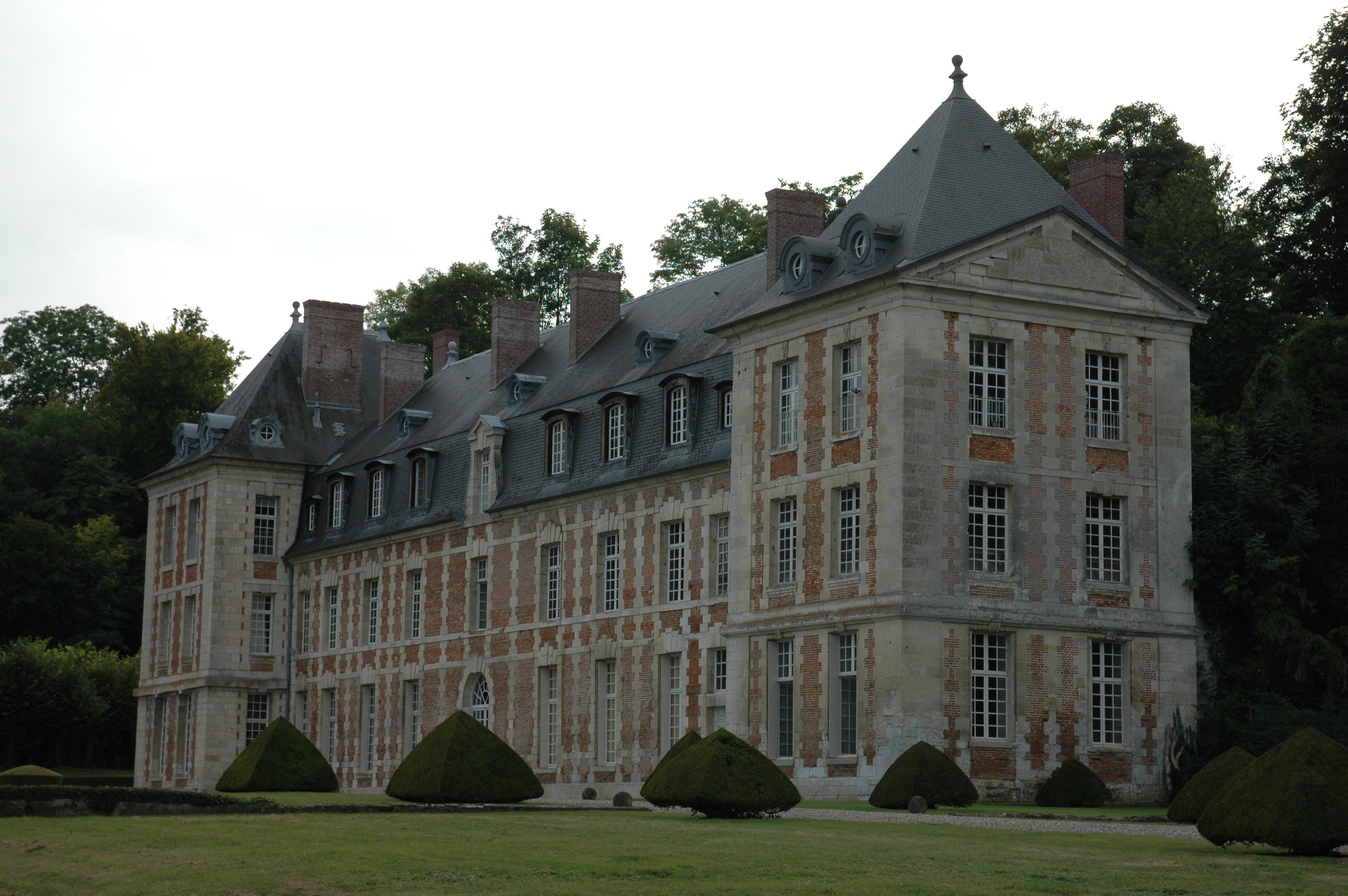
Schloss Wailly
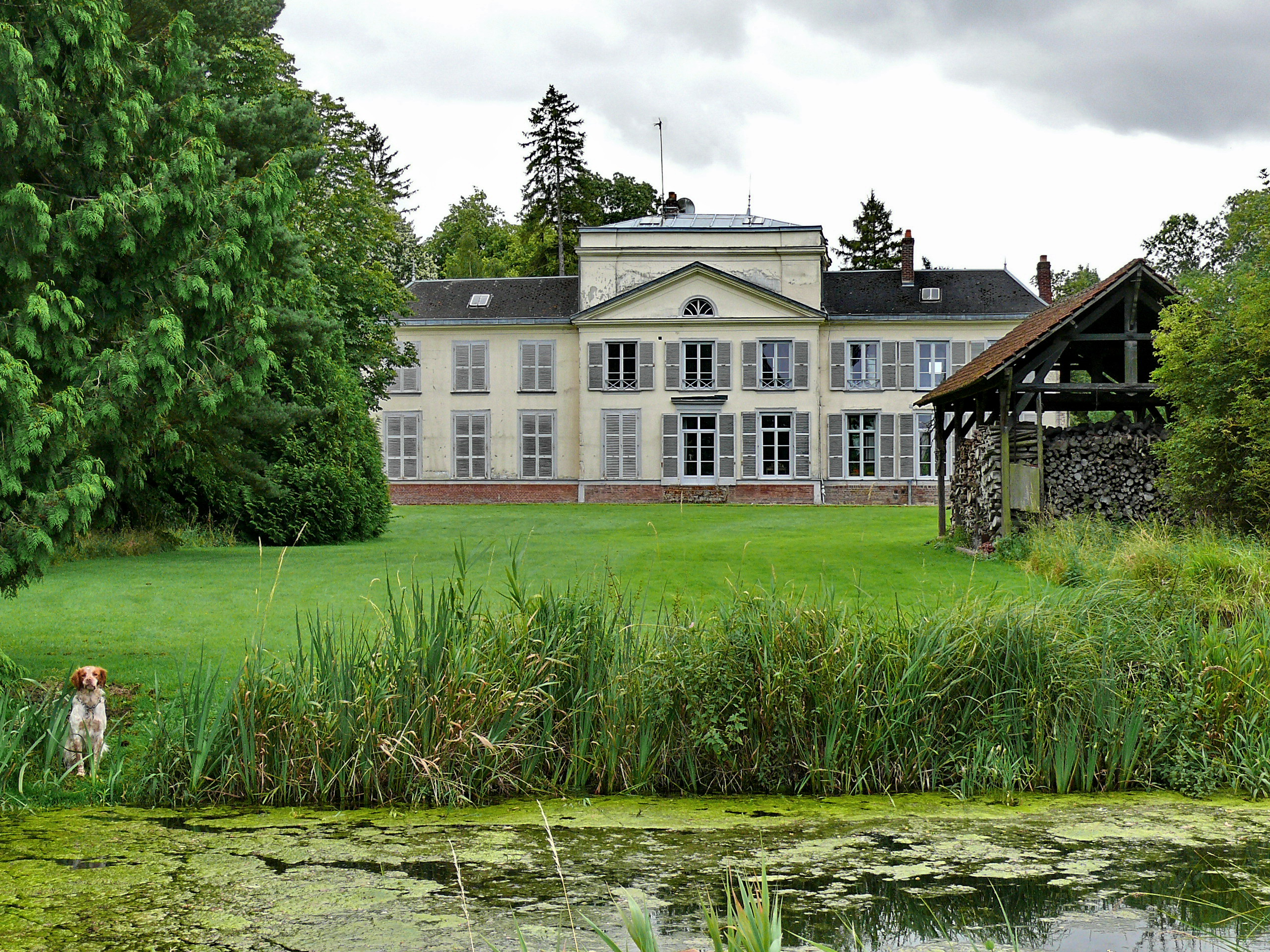
Schloss Luzières

## Geschichte
Isabelle de Conti († vor 1438), die Erbtochter des ursprünglichen Hauses Conti, hinterließ die Herrschaft Conti testamentarisch ihrem Ehemann, Colart de Mailly. Dieser ließ um 1430 auf dem alten Mottenhügel das spätgotische Schloss erbauen. In dieser Familie blieb der Besitz, bis Madeleine de Mailly († 1567), die Tochter Ferrys II. de Mailly († um 1513) und der Louise de Montmorency (* 1490; † 12. Juni 1547), sie zusammen mit den Gütern Sailly, Talmas, Florence und Tontignies in die Ehe mit Charles de Roye, comte de Roucy, (* 14. Januar 1510; † 19. Januar 1551) einbrachte. Ihre Tochter Éléonore heiratete Louis I. de Bourbon, Fürst von Condé, und die Herrschaft kam so als Apanage an ihren zweiten gemeinsamen Sohn François. Dieser nahm nach ihr den Namen Bourbon-Conti an. Diese Nebenlinie der Bourbonen erlosch 1814.
In den Hugenottenkriegen wurde das Schloss Conty am 23. Oktober 1589 von Ligisten der Heiligen Liga aus Amiens eingenommen, welche die Einwohner zwangen, den Bau in acht Tagen harter Arbeit abzureißen. Heute existiert davon nur noch der Hügel.
Das nahegelegene Schloss Wailly gehörte der Familie d’Halluin und kam 1668 durch Heirat an die Familie Croÿ. 1791, während der Französischen Revolution, emigrierte die Familie, der Besitz wurde verstaatlicht und das Schloss verfiel. Nach der Rückkehr aus der Emigration fand die Familie Croÿ das Schloss ruiniert vor und zog in die Communs. Ende des 19. Jahrhunderts wurde nach einem Brand der Westflügel restauriert. 1919 verkaufte Ferdinand de Croÿ das Schloss Wailly an den Baron de l’Épine. Ab September 1944 diente es als Hauptquartier des Generals Bernard Montgomery.